# Хайнрих III фон Шауенбург-Холщайн
Хайнрих III фон Шауенбург-Холщайн (на немски: Heinrich III von Schauenburg-Holstein; † февруари 1421, Бордесхолм) от Дом Шауенбург, е като Хайнрих I княжески епископ на Оснабрюк (1402 – 1410) след това граф на Холщайн-Рендсбург (1404 – 1421).

## Живот
Той е най-малкият син на граф Хайнрих II фон Холщайн-Рендсбург Железния (1317 – 1384) и втората му съпруга Ингеборг фон Мекленбург-Шверин (1340 – 1395/1398) от Дом Мекленбург.
Хайнрих става дякон в Оснабрюк. След смъртта на епископа той е определен за негов наследник на 2 февруари 1402 г. Неговите братя граф Албрехт († 1403) и херцог Герхард († 1404) умират рано. Хайнрих се отказва през 1410 г. от епископската си служба и изисква опекунството над наследниците на по-големия му брат и така владението не само над Холщайн, а също и над Херцогство Шлезвиг, което Герхард получил през 1386 г. Това искат едновременно и датската владетелка Маргарета I и нейният племенник крал Ерик VII.
Кралят на Дания поканва графа и благородниците в Колдинг. Той вика Хайнрих III в Хиндсгавл на Фюнен. Хайнрих е арестуван там и трябва да плати 11 000 марки, и да отстъпи за една година като залог Фленсбург. Кралят отказва да получи парите и талка започва войната между графовете на Холщайн и Дания. На 26 март 1411 г. при Колдинг се сключва примирие. След 29 юли 1413 г. датските войски окупират Шлезвиг. Граф Хайнрих се съюзява с Хамбург. През 1419 датчаните са победени от Холщайн и на 26 ноември 1420 г. се сключва примирие.
През 1421 г. граф Хайнрих е предложен да стане епископ на Шлезвиг. Като духовник той не се жени.